# エピカス・ドゥーミカス・メタリカス
『エピカス・ドゥーミカス・メタリカス』（Epicus Doomicus Metallicus）は、スウェーデンのヘヴィメタル・バンド、キャンドルマスが1986年に発表した初のスタジオ・アルバム。

## 解説
本作の制作前には専任ボーカリストが不在で、1985年11月録音のデモ・テープではベーシストのレイフ・エドリングがボーカルも兼ねていたが、バンドはフランスのレーベル「ブラック・ドラゴン・レコード」との契約を得て、ヨハン・ランキスト（ボーカル）を迎え本作を録音した。本作のクレジットのスペシャル・サンクス・リストに名前が記載されているChristian Weberydは、デモ・レコーディングにおけるリードギタリストで、本作ではクラス・ベルグウォールが全面的にリードギターを担当したが、レコーディング終了後にはバンドを離れた。
本作は初期ラインナップによる唯一の作品で、翌1987年にはメサイア・マーコリン（ボーカル）、ラーズ・ヨハンソン（リードギター）、ヤン・リンドー（ドラムス）が迎えられた。なお、本作でボーカルを担当したランキストは2018年、32年ぶりにキャンドルマスに再加入した。
リリース直後はセールス的に成功を収められず、バンドは間もなくブラック・ドラゴンとの契約を失ったが、1986年末までには徐々に売り上げが伸び、ブラック・ドラゴンは本作の追加プレスを何度も行ったという。
収録曲「アンダー・ジ・オーク」は、マーコリン在籍時の4thアルバム『テイルズ・オブ・クリエイション〜創生神話』で再録音されている。
Eduardo Rivadaviaはオールミュージックにおいて5点満点中4.5点を付け「ソングライティングに関しては、バンドのキャリアの中でも最強かつ最も一貫性があるが、ヨハン・ランキストの決して強力でないボーカル・パフォーマンスが落ち度となり、すぐさま後任のメサイア・マーコリンの加入に至った。とはいえ、1980年代のメタル界における記念柱と言える作品であり、すべてのドゥームメタル・ファンを満足させるだろう」と評している。
本作は長年にわたり日本盤が発売されず、2019年2月20日にアヴァロン・レーベルから初の日本盤CD (MICP-30112)が発売された。

## 収録曲
全曲ともレイフ・エドリング作。
1. ソリテュード - "Solitude" – 5:37
2. ディーモンズ・ゲイト - "Demon's Gate" – 9:12
3. クリスタル・ボール - "Crystal Ball" – 5:21
4. ブラック・ストーン・ウィールダー - "Black Stone Wielder" – 7:36
5. アンダー・ジ・オーク - "Under the Oak" – 6:55
6. ア・ソーサラーズ・プリッジ - "A Sorcerer's Pledge" – 8:20

## 参加ミュージシャン
- レイフ・エドリング - ベース
- マッツ・ビョークマン - リズムギター
- マッツ・エクストローム - ドラムス

アディショナル・ミュージシャン
- ヨハン・ランキスト - ボーカル
- クラス・ベルグウォール - リードギター
- Cille Svenson - ボイス(on #6)